# Ali Rial
Pour les articles homonymes, voir Rial.
Ali Rial (en arabe : علي ريال), né le 26 mars 1980 à Zemmouri (wilaya de Boumerdès), est un footballeur international algérien évoluant au poste défenseur central à l'USM Blida.

## Biographie

### En club
Ali Rial fait ses débuts au petit club de sa ville natale le CR Zemmouri, avant de commencer sa carrière professionnelle avec le NARB Reghaïa, club de la banlieue est algéroise (saison 2006-2007) où il a fait une très bonne saison. Il est ensuite transféré pour trois ans à l'USM Alger, où il gagne sa place comme titulaire. 
À la fin de la troisième saison, il rejoint la JS Kabylie, où il devient un pilier de la défense. 
Il gagne la Coupe d'Algérie en 2011. 
Il assure le rôle de capitaine de l'équipe jusqu'à la fin de son aventure lors de l'été 2017.
Lors du mercato hivernal 2018, après avoir passé 6 mois sans club, Ali Rial s'engage avec l'USM Blida pour un contrat d'une durée de deux ans.

### En sélection
Il était convoqué plusieurs fois en sélection nationale algérienne depuis 2012, sous l'ère de l’entraîneur Vahid Halilhodžić et compte 1 sélection en 2013.

## Statistiques
| Saison                | Club                  | Championnat           | Championnat | Championnat | Coupe(s) nationale(s) | Coupe(s) nationale(s) | Compétition(s) continentale(s) | Compétition(s) continentale(s) | Compétition(s) continentale(s) | Autres compétitions | Autres compétitions | Autres compétitions | Total | Total |
| Saison                | Club                  | Division              | M.          | B.          | M.                    | B.                    | Comp.                          | M.                             | B.                             | Comp.               | M.                  | B.                  | M.    | B.    |
| 2006-2007             | NARB Reghaïa          | 2                     | 33          | 1           | 1                     | 0                     | -                              | -                              | -                              | -                   | -                   | -                   | 34    | 1     |
| 2007-2008             | USM Alger             | 1                     | 22          | 1           | 2                     | 0                     | -                              | -                              | -                              | ACL                 | 6                   | 0                   | 30    | 1     |
| 2008-2009             | USM Alger             | 1                     | 29          | 7           | 1                     | 0                     | -                              | -                              | -                              | ACL                 | 2                   | 1                   | 32    | 8     |
| 2009-2010             | USM Alger             | 1                     | 30          | 1           | 2                     | 0                     | -                              | -                              | -                              | -                   | -                   | -                   | 32    | 1     |
| 2010-2011             | JS Kabylie            | 1                     | 24          | 2           | 6                     | 0                     | C1+C3                          | 7+6                            | 0+0                            | -                   | -                   | -                   | 43    | 2     |
| 2011-2012             | JS Kabylie            | 1                     | 27          | 2           | 3                     | 0                     | C3                             | 5                              | 0                              | -                   | -                   | -                   | 35    | 2     |
| 2012-2013             | JS Kabylie            | 1                     | 26          | 3           | 2                     | 0                     | -                              | -                              | -                              | -                   | -                   | -                   | 28    | 3     |
| 2013-2014             | JS Kabylie            | 1                     | 29          | 5           | 6                     | 2                     | -                              | -                              | -                              | -                   | -                   | -                   | 35    | 7     |
| 2014-2015             | JS Kabylie            | 1                     | 28          | 10          | 2                     | 0                     | -                              | -                              | -                              | -                   | -                   | -                   | 30    | 10    |
| 2015-2016             | JS Kabylie            | 1                     | 26          | 1           | 0                     | 0                     | -                              | -                              | -                              | -                   | -                   | -                   | 26    | 1     |
| 2016-2017             | JS Kabylie            | 1                     | 27          | 2           | 3                     | 0                     | C3                             | 5                              | 0                              | -                   | -                   | -                   | 35    | 2     |
| 2017-2018             | USM Blida             | 1                     | 7           | 0           | 2                     | 0                     | -                              | -                              | -                              | -                   | -                   | -                   | 9     | 0     |
| Total sur la carrière | Total sur la carrière | Total sur la carrière | 308         | 35          | 30                    | 2                     | -                              | 23                             | 0                              | -                   | 8                   | 1                   | 369   | 38    |